# 減輕 (法律)
減輕刑罰的因素（英語：mitigating factor）或可使罪責減輕的情況（extenuating circumstance）指任何有關被告人或其犯罪情況且可減輕控罪或刑罰的資料或證據。
減輕罪行（extenuation）及減輕刑罰（mitigation）與加重罪行及加重刑罰相對。

## 減輕刑罰
英格蘭及威爾斯量刑委員會列明以下因素可減輕刑罰：
- 認罪
- 精神病
- 激怒
- 年幼
- 悔意

自衞屬抗辯理由，不屬減輕刑罰的因素，因其不屬犯罪。如若當事人被激怒但其作為不獲法庭接納為自衞，激怒可作為減輕刑罰的因素而非抗辯理由。